# Alex Proyas
Alexander «Alex» Proyas (născut 23 septembrie 1963, Cairo, Egipt) este un regizor greco-australian, scenarist și producător. Este cel mai bine cunoscut pentru regizarea filmelor The Crow, Dark City, I, Robot și Knowing.

## Biografie
Proyas s-a născut din părinți eleni în Egipt și s-a mutat la Sydney când avea 3 ani. La 17 ani a absolvit Școala Australiană de Film, Televiziune și Radio, începând să realizeze videoclipuri la scurt timp după aceea. Apoi s-a mutat în Los Angeles, Statele Unite unde a lucrat la realizarea unor videoclipuri pentru MTV și reclame de televiziune.

## Filmografie

### Filme scurte
- Neon (1980)
- Groping (1980)
- Strange Residues (1981)
- Spineless (1987)
- Book of Dreams: Welcome to Crateland (1994, scurt)

### Filme
| An   | Film                                       | Creditat ca | Creditat ca | Creditat ca |
| An   | Film                                       | Regizor     | Producător  | Scenarist   |
| ---- | ------------------------------------------ | ----------- | ----------- | ----------- |
| 1989 | Spirits of the Air, Gremlins of the Clouds | Da          | Da          | Da          |
| 1994 | The Crow                                   | Da          | Nu          | Nu          |
| 1998 | Orașul întunecat                           | Da          | Da          | Da          |
| 2002 | Garage Days                                | Da          | Da          | Da          |
| 2004 | Eu, robotul                                | Da          | Nu          | Nu          |
| 2009 | Numere fatale                              | Da          | Da          | Nu          |
| 2016 | Gods of Egypt                              | Da          | Da          | Da          |